# Charlotte (Iowa)
Charlotte es una ciudad situada en el condado de Clinton, en el estado de Iowa, Estados Unidos. Según el censo de 2010 tenía una población de 394 habitantes.

## Geografía
Según la Oficina del Censo de los Estados Unidos, la localidad tiene un área total de 1,49 km², la totalidad de los cuales 1,49 km² corresponden a tierra firme.

## Demografía
Según el censo de 2010, había 394 personas residiendo en la localidad. La densidad de población era de 264,43 hab./km². Había 174 viviendas con una densidad media de 116,78 viviendas/km². El 87,82% de los habitantes eran blancos, el 0,76% afroamericanos, el 2,03% asiáticos y el 9,39% de otras razas. El 11,68% de la población eran hispanos o latinos de cualquier raza.